# Passage de Maramasike
Le passage de Maramasike est un étroit bras de mer qui sépare les deux îles de la province de Malaita, dans les Salomon : Malaita et Maramasike.
Long d'environ 15 km, pour une largeur de quelques dizaines à quelques centaines de mètres, il s'achève, au nord-est, dans la baie de Takataka, bordée de mangrove et parsemée d'îlots. Au sud-ouest, ses rives sont plus escarpées.